# Mohamed Fanuna
Mohamed Fanuna –en árabe, محمد فنونة– (nacido el 3 de abril de 1980) es un deportista palestino que compitió en atletismo adaptado. Padece ceguera parcial.

## Palmarés internacional
| Juegos Paralímpicos | Juegos Paralímpicos | Juegos Paralímpicos | Juegos Paralímpicos   |
| Año                 | Lugar               | Medalla             | Prueba                |
| ------------------- | ------------------- | ------------------- | --------------------- |
| 2004                | Atenas (Grecia)     | Medalla de bronce   | Salto de longitud F13 |

## Trayectoria
Compitió en los campeonatos mundiales de atletismo adaptado en 2003 (realizados en París, Francia) y 2013 (realizados en Moscú, Rusia). En el primero, participó en los eventos de lanzamiento de jabalina y salto de longitud, quedando quinto y cuarto, respectivamente. En 2013 compitió en salto de longitud y 200 metros sin poder finalizar.
En los Juegos Panarábicos de 2011 (realizados en Doha, Catar) obtuvo dos medallas de oro y tres de bronce. También ganó el oro en salto de longitud en los Juegos Asiáticos de 2010, celebrados en Cantón (China).

### Atenas 2004
Representó por primera vez a Palestina en los Juegos Paralímpicos de verano de 2004, celebrados en Atenas (Grecia). Allí ganó la medalla de bronce en salto de longitud, con 6,59 metros. También compitió en lanzamiento de jabalina, quedando allí en el último lugar.

### Pekín 2008
Compitió por segunda vez en los Juegos Paralímpicos de verano de 2008 en Pekín (China). Participó en los eventos de 100 y 200 metros, sin clasificar a la ronda final.

### Londres 2012
Participó en los Juegos Paralímpicos de verano de 2012 en Londres (Reino Unido). Compitió en los eventos de 100 y 200 metros (donde no logró clasificar a la ronda final), salto de longitud (donde quedó en noveno lugar) y lanzamiento de jabalina (donde quedó último). Para estos juegos se entrenó en Catar.